# Яжуткіно
Яжу́ткіно (рос. Яжуткино, чув. Пĕчĕк Йăлкăш) — присілок у Чувашії Російської Федерації, у складі Ілгишевського сільського поселення Аліковського району.
Населення — 69 осіб (2010; 97 в 2002, 140 в 1979, 149 в 1939, 126 в 1926, 102 в 1897, 49 в 1858).
Національний склад:
- чуваші — 100 %

## Історія
Історична назва — Яшут. Засновано 18 століття як виселок присілку Ілгишево. До 1866 року селяни мали статус державних, займались землеробством, тваринництвом. 1931 року створено колгосп «Червоний орач». До 1927 року присілок входив до складу Шуматовської, Селоустьїнської та Аліковської волостей Ядринського повіту, з переходом на райони 1927 року — спочатку у складі Аліковського, у період 1962–1965 років — у складі Вурнарського, після чого знову переданий до складу Аліковського району.